# Чон Іль Гван
Чон Іль Гван (кор. 정일관, 鄭日冠, нар. 30 жовтня 1992) — північнокорейський футболіст, нападник клубу «Віль».
Виступав, зокрема, за клуби «Рімьонсу» та «Люцерн», а також національну збірну Північної Кореї.

## Клубна кар'єра
У дорослому футболі дебютував 2011 року виступами за команду клубу «Рімьонсу», в якій провів шість сезонів. 
Своєю грою за цю команду привернув увагу представників тренерського штабу клубу «Люцерн», до складу якого приєднався 2017 року. Відіграв за люцернську команду наступний сезон своєї ігрової кар'єри.
До складу клубу «Віль» приєднався 2018 року. Станом на 15 січня 2019 року відіграв за команду з Віля 6 матчів в національному чемпіонаті.

## Виступи за збірні
У 2011 році залучався до складу молодіжної збірної Північної Кореї.
У 2011 році дебютував в офіційних матчах у складі національної збірної Північної Кореї.
У складі збірної був учасником кубка Азії з футболу 2015 року в Австралії, кубка Азії з футболу 2019 року в ОАЕ.
| Дата       | Місто         | Господарі         | Результат | Гості          | Турнір                     | Голи | Примітки       |
| ---------- | ------------- | ----------------- | --------- | -------------- | -------------------------- | ---- | -------------- |
| 08-01-2019 | Дубай (місто) | Саудівська Аравія | 4 – 0     | Північна Корея | Кубок Азії 2019 - 1-й етап | -    | кап. 90'       |
| 13-01-2019 | Аль-Айн       | Північна Корея    | 0 – 6     | Катар          | Кубок Азії 2019 - 1-й етап | -    | кап. 17' 90+1' |
| Усього     |               | Матчів            | 2         |                | Голів                      | 0    |                |

## Титули і досягнення
- Переможець Юнацького (U-19) кубка Азії: 2010
- Володар Кубка виклику АФК: 2012
- Срібний призер Азійських ігор: 2014